# 平定准噶尔勒铭碑
平定准噶尔勒铭碑（全称平定準噶爾勒銘格登山之碑或简称格登碑）是位于新疆维吾尔自治区伊犁哈萨克自治州昭苏县立于乾隆时代记载着准噶尔之役的格登山之战的战绩的铭碑。是乾隆帝为西域亲自撰写的四块御碑之中唯一完整存世的。平定准噶尔勒铭碑是第五批全国重点文物保护单位、第一批古代名碑名刻文物。

## 地理信息
平定准噶尔勒铭碑座落于新疆维吾尔自治区伊犁哈萨克自治州昭苏县夏特柯尔克孜族乡的格登山上，距离县城约60公里，距离松拜边防站营区大概100米，西南距离中国哈萨克斯坦边界河苏木拜河200米左右，东距新疆生产建设兵团七十六团一连驻地超过4公里，海拔1900多米。格登山属于天山山脉萨尔套山的一小段，“格登”蒙语意为“后脑骨”。

## 立碑维护及现状
立碑的时间记载并不统一，主要有乾隆二十年（1755年）和乾隆二十五年（1760年）以及乾隆二十七年（1762年）立碑的说法，乾隆二十年说是因为此年提出立碑，但后因阿睦尔撒纳反叛清营以及大小和卓之亂，立碑之事被耽误了。乾隆二十五年说是因为此年年末清政府重新提出立碑并排除诸如工匠断粮、无驮载牲畜、无船渡伊犁河等困难后正式开始施工。但竣工时间则到了乾隆二十七年，这也就是乾隆二十七年说的由来。
立碑事宜由时任伊犁参赞大臣阿桂负责，关于碑石的由来，第三次全国文物普查队认为是由千余名清兵从南疆叶城县运至格登山，此说法被当地媒体和全国媒体广泛运用，但之后学者通过对当时奏折等相关史料进行调查后发现，石碑是由甘肃工匠在格登山当地寻石刻字，由原宗室侍卫恒斌等人协助绿营建设地基及遮盖，由回子（维吾尔族先民）烧制石灰共同协作完成。根据《钦定皇舆西域图志》的记载，自立碑开始，每年春秋，都会派遣官员到此地进行祭祀活动。
格登碑前后多次被维护，光绪十年（1884年）六月和光绪三十年（1904年）分别被伊犁将军金顺和伊犁将军長庚对碑身和碑亭进行过重修。后因年久失修碑亭不复存在，碑文有所漫漶。1974年，被列为自治区级文物保护单位。1975年、1985年分别建立过碑亭保护石碑。2001年，被列入第五批全国重点文物保护单位。2003年年末，石碑碑身在昭苏县6.1级地震中出现裂痕，碑亭倒塌，2006年，对此文化遗产进行了抢救性保护修复。2009年8月，在第三次全国文物普查中被复查。2023年，以“平定准噶尔勒铭碑”被列为第一批古代名碑名刻文物名录。
格登碑为浅蓝色花岗岩。通高299厘米（一说303厘米），分为碑首、碑趺、碑身三部分。其中半圆形碑首最高处54厘米，宽90厘米、厚25厘米，碑趺高75厘米、宽105厘米、厚55厘米，碑身高170厘米、宽90厘米、厚25厘米。碑首有花边及双龙戏珠的图案，正反两面分别刻有“皇清”、“万古”的字样。碑趺四周有花纹，花纹内为“沧海红日”的浮雕。碑身有6厘米的花边，在花边内刻有四种文字的碑文，阳面刻有满文及汉文，阴面刻有蒙文及藏文。汉文为竖刻8行240字。汉文碑文是由乾隆帝亲自撰写的四言叶韵体，并且汉文应该是完成最早，其他的语言则是翻译自汉文。蒙文原拟用胡都木文书写后改用托忒文书写。

## 原文内容及历史
其汉文原文为：
{{cquote|

-{平定準噶爾勒銘格登山之碑
格登之崔嵬 賊固其壘 叶 我師堂堂 其固自摧 格登之嶻嶭 賊營其穴 我師洸洸 其營若綴 師行
如流 度伊犁川 粵有前導 為我具船 渡河八日 遂抵格登 面淖背巖 藉一昏冥 曰擣厥虛 曰殲厥
旅 豈不易易 將韜我武 將韜我武 詎曰養寇 曰有後謀 大功近就 彼眾我臣 已有成辭 火炙昆岡 
懼乖皇慈 三巴圖魯 二十二卒 夜斫賊營 萬眾股栗 人各一心 孰為汝守 汝頑不靈 尚
竄以走 汝竄以走 誰其納之 縛獻軍門 追悔其遲 於恒有言 曰殺寧育 叶 受俘赦之 光我擴度 漢置都護 唐
拜將軍 費賂勞眾 弗服弗臣 既臣斯恩 既服斯義 勒銘格登 永詔億世
乾隆二十年歲次乙亥夏五月之吉御筆}-
|平定準噶爾勒銘格登山之碑|《准噶尔的历史与文物》}}

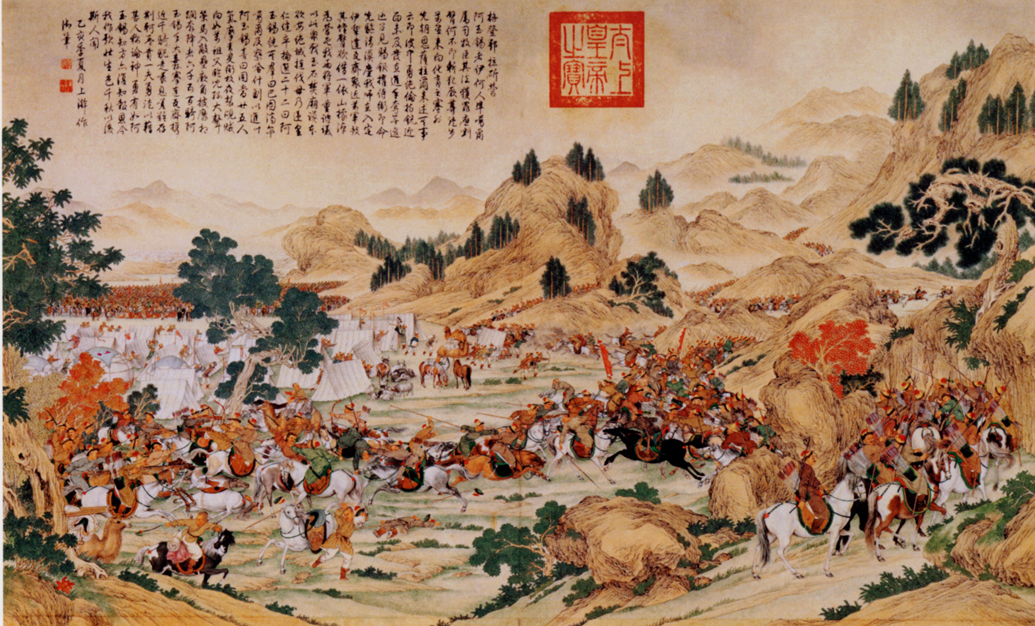
清兵在昭苏格登山追击达瓦齐的场景

其原文与《钦定皇舆西域图志》的《御制平定准晴尔勒铭格登山碑文》内容除了个别字如“渡河”与“度河”、“永诏”与“永昭”以及落款外基本一致。碑文因格律的限制和深涩难懂的字词，使得一些细节并不连贯，难以理解。碑文所讲述的是乾隆二十年（公元1755年）五月，与清军交战的准噶尔部珲台吉达瓦齐撤退至格登山一带，十四日夜，准噶尔降臣翼长阿玉锡、章京巴图济尔噶尔以及宰桑察哈什带领22名骑兵奇袭达瓦齐大营并致使达瓦齐核心军事力量覆没的故事。据《西陲总统事略》记载此役战果为二十五人擒获二十名台吉、四名宰桑等共七千余人，达瓦齐逃往南疆后被俘，最终整个准噶尔汗国纳入清帝国版图。

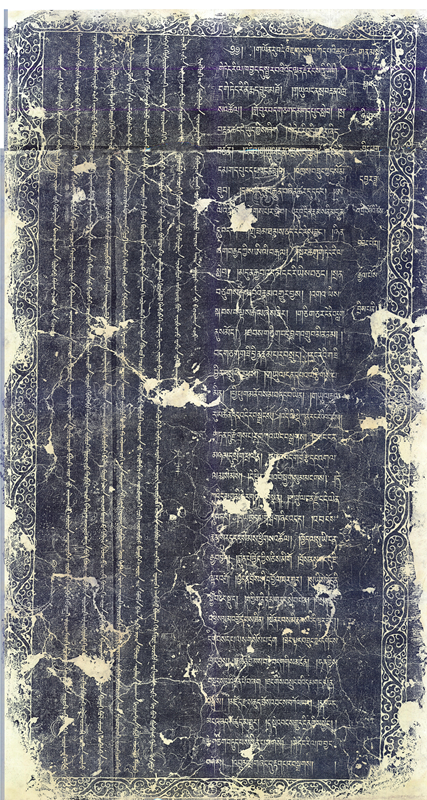
平定准噶尔勒铭碑拓本（阴面）

## 边界证据
光绪八年（公元1882年），長順受命与俄罗斯帝国签订《伊犁界约》，格登山此时已被俄国占领。因此碑的关系，長順在与俄国分界官反复辩论后，双方协议将此長五十多里，寬大概四十里格登山划归中国所有。在随后的奏折《金順等奏中俄重勘竣事摺》中，长顺提到：“格登山山巔，有石碑一座，往查乃乾隆二十年勦平準夷……此山已歸俄矣……格登山一隅，仍屬中土。”《新疆山脉图志》却对这类谈判胜利不以为然：“自中俄分界以来，西北山川蹙削数千馀里，而格登以碑故仅存，所谓能让干乘之国，而见色于豆羹箪食者也。”

## 相关诗歌
立碑之后，该碑因其记载的功绩多次被清朝诗人吟咏，诸如：

永和贞观碣重重 
博望残碑碧藓封 
何似御铭平准绩 
风云长护格登峰
——塞上竹枝词三十首 之一，曹麟开
在被谪流新疆的前湖北黄梅县知事曹麟开看来，无论是汉裴岑纪功碑，唐姜行本纪功碑还是张骞碑所记载的功绩都不如格登碑所记载乾隆平定准噶尔的功绩。曾编写《西域图志》的褚廷璋也曾对格登碑所记载的事迹进行了艺术再现，通过昔今对比也赞颂了清帝国功绩：

梯空劲旅倚孱颜
径出盘鵰落雁间
波浪远翻图库水
风云高护格登山
碎叶长川流不极
犹悬边月照潺湲
——吹河，褚廷璋